# 유가 (양강왕)
양강왕 유가(梁荒王 劉嘉, ? ~ 기원전 25년)는 중국 전한의 황족·제후왕으로, 양왕이다. 양이왕 유수의 아들이다.

## 사적
아버지가 양이왕 6년(기원전 40년)에 죽자 그 뒤를 이어 양왕이 됐다. 양강왕 15년(기원전 25년)에 죽어 아들 유립이 왕위를 계승했다.
추은령에 따라 양강왕 2년(기원전 38년) 작은아버지 14명에게 세향·악·중향·정·황·평악·치향·동향·능향·율양·이향·고시·임도·고 14후국을 양나라에서 분할해 나눠주었다.

## 가계
- 양이왕 유수
  - 양강왕 유가
    - 양왕 유립
    - 곡향경후 유봉

곡향경후는 영시 3년(기원전 14) 6월 신묘일에 봉해졌다.